# Agent Binky: Pets of the Universe
Agent Binky: Pets of the Universe (od 2019) – kanadyjski serial animowany wyprodukowany przez wytwórnię Nelvana.
Premiera serialu odbyła się w Kanadzie 7 września 2019 na kanale Treehouse TV. W Polsce serial zadebiutował 18 maja 2020 na antenie polskiego Boomeranga.

## Fabuła
Serial opisuje perypetie czarno-białego kota Binky’ego, który w tajemnicy przed swoimi ludźmi pracuje jako członek agencji kosmicznej PURST (Pogromców Ufo Różnej Sierści i Typu). Wraz ze swoją załogą – brązową kotką Kapitan Gracie, pomarańczowym psem Gordonem, żółwicą Nolą i złotą rybką Loo mają za zadanie strzec stacji kosmicznej, czyli domu przed kosmitami i chronić rodzinę – Małego i Dużego Człowieka.

## Bohaterowie
- Binky – główny bohater kreskówki, czarno-biały kot, członek agencji kosmicznej PURST.
- Gordon – pomarańczowy pies, który mieszka z Binkym i jego rodziną, członek agencji kosmicznej PURST.
- Kapitan Gracie – brązowa kotka, która mieszka obok domu Binky’ego, członkini agencji kosmicznej PURST.
- Nola – żółwica, która urzeka wdziękiem i dobrym sercem, członkini agencji kosmicznej PURST.
- Loo – złota rybka, która potrafi dostrzec najmniejszy szczegół ze swojego akwarium, członek agencji kosmicznej PURST.
- Sierżant Fluffy Vandermere – perski kot, szef agencji kosmicznej PURST, który ma duże doświadczenie w zapewnianiu ludziom bezpieczeństwa.
- Duży Człowiek – mama Małego Człowieka.
- Mały Człowiek – syn Dużego Człowieka.

## Wersja polska
Wersja polska: SDI Media Polska

Reżyseria: Szymon Waćkowski

Dialogi polskie: Zuzanna Chojecka

W rolach głównych:
- Szymon Roszak – Agent Binky
- Justyna Kowalska – Kapitan Gracie
- Bartosz Wesołowski – Agent Gordon
- Angelika Kurowska – Agent Nola
- Szymon Mysłakowski – Agent Loo
- Fabian Kocięcki – Sierżant Fluffy Vandermere

W pozostałych rolach:
- Jakub Strach – Mały człowiek
- Kinga Suchan – Duży człowiek
- Szymon Waćkowski – Komputer

Lektor tytułu serialu: Artur Kaczmarski

## Spis odcinków

### Seria 1 (od 2019)
| Nr | Tytuł                                                          | Tytuł polski                                               | Premiera             | Premiera w Polsce                   |
| -- | -------------------------------------------------------------- | ---------------------------------------------------------- | -------------------- | ----------------------------------- |
| 1  | No Moussie Left Behind / Dragonfly Away!                       | Nikogo nie zostawiamy / Ważka sprawa                       | 7 września 2019      | 18 maja 2020                        |
| 2  | A Fly in My Fluff / Fly Me to Balloon                          | Mucha zza szefowego ucha / Złowieszczy balon               | 8 września 2019      | 1 czerwca 2020 (A) 22 maja 2020 (B) |
| 3  | Glow Away / Space Station Flappy                               | Atak świetlny / Fruwająca stacja                           | 15 września 2019     | 26 maja 2020                        |
| 4  | Chew Chew Challenge / Ice Cream Shuttle                        | Ciężkie przeżucie / Statek lodowy                          | 22 września 2019     | 27 maja 2020                        |
| 5  | Dog Gone Cat / PURST Games                                     | Pies dostał kota! / PURST Igrzyska                         | 29 września 2019     | 3 listopada 2020                    |
| 6  | Hit the Road, Roach / Vacuum Vamoose                           | Żegnaj, karaluszku / Żarłoczny odkurzacz                   | 6 października 2019  | 21 maja 2020                        |
| 7  | Pumpking / Happy PURSTgiving                                   | Planeta Dynia / Święto odrobaczenia                        | 13 października 2019 | 7 listopada 2020                    |
| 8  | Soup-A-Nova / Bad Fur Day                                      | --- / Dzień brzydkiej fryzury                              | 20 października 2019 | odc. pominięty (A) 22 maja 2020 (B) |
| 9  | Bye Bye Butterfly / Robots Gotta Go                            | Pa, pa, motylku / Robot musi zniknąć!                      | 27 października 2019 | 18 maja 2020                        |
| 10 | Roamer Rescue / Snack Attack                                   | W rękach obcych / Atak smaczkożerców!                      | 3 listopada 2019     | 20 maja 2020                        |
| 11 | #3 Flea Fling / Free Fuzzy Wuzzy                               | Zapchlona sprawa / Pożeracz z kosmosu                      | 10 listopada 2019    | 19 maja 2020                        |
| 12 | Parcel Panic / Chirp Chirp                                     | Bitwa o paczkę / Cyk, cyk                                  | 17 listopada 2019    | 25 maja 2020                        |
| 13 | Green Gobblers / Gobble’s Gotta Go                             | Zielone chrupki / Pożeracz musi odjechać                   | 24 listopada 2019    | 28 maja 2020                        |
| 14 | Undercover of the Night / Unidentified FUN Object              | Nocne agentów rozmowy / Niezidentyfikowany obiekt zabawowy | 1 grudnia 2019       | 29 maja 2020                        |
| 15 | Moussie Mischief / Who’s the WURST                             | Mysia ratunkowa / Podejrzane ptaszysko                     | 8 grudnia 2019       | 2 listopada 2020                    |
| 16 | T’was the Night Before PURSTmas / We Wish You a Merry PURSTmas | Wigilia PURSTowych Świąt / Życzymy PURSTowych Świąt        | 15 grudnia 2019      | 4 listopada 2020                    |
| 17 | Purrfect Present / Stickin’ Together                           | Prezent idealny / Bez kijka nie podchodź                   | 22 grudnia 2019      | 5 listopada 2020                    |
| 18 | Gordon’s Buddy-Bot / Adventures in Pet Sitting                 | Pupilobot Gordona / Nowy Człowiek                          | 29 grudnia 2019      | 6 listopada 2020                    |
| 19 | Lights, Camera, Agents / A Walk in the Park                    | Światła, kamera, akcja / Pies trojański                    | 5 stycznia 2020      | 8 listopada 2020                    |
| 20 | PURST Puzzlers / Little Stinker                                | PURSTowe puzzle / Skąd ten swąd?                           | 12 stycznia 2020     | 9 listopada 2020                    |
| 21 | Dog Day / Loo Rocks                                            | Dzień psa / Loo wymiata                                    | 19 stycznia 2020     | 10 listopada 2020                   |
| 22 | Astounding Sounds / Dolly Folly                                | Przeokropny dźwięk / Tyci człowiek                         | 26 stycznia 2020     | 11 listopada 2020                   |
| 23 | Binky Bunny / Dig Dog                                          | Zajączek Binky / Kopacz                                    | 2 lutego 2020        | 12 listopada 2020                   |
| 24 | Light Fright / Loo on the Loose                                | Trochę strach / Loo biega luzem                            | 9 lutego 2020        | 13 listopada 2020                   |
| 25 | PURST Pearl / Blanky Boo-Boo                                   | Perła PURST / Kochany kocyk                                | 16 lutego 2020       | 14 listopada 2020                   |
| 26 | Pets of the Universe / Ready for Space Travel                  | Dzielni agenci PURST / Gotowi do podróży kosmicznej        | 23 lutego 2020       | 15 listopada 2020                   |